# 태양 및 태양권 관측위성
소호 태양 관측 위성(Solar and Heliospheric Observatory, SOHO)은 1995년 12월 태양을 연구하기 위해 쏘아올려진 인공위성이며, 1996년 5월 과학 임무를 시작했다. 이는 유럽우주국과 미국항공우주국의 합작 프로젝트이다. 2년 임무를 목표로 계획되었으며, 소호는 우주에서 10년이 지난 2005년에도 작동을 계속하고 있으며, 원래의 과학 임무에 더해, 현재는 우주기상예보를 위한 태양의 정보를 거의 실시간으로 제공해 준다.

## 궤도 및 임무
소호 위성은 현재 에이스 위성과 더불어 지구-태양 사이의 L1 라그랑주점 근처에 있는 두 위성중의 하나이다. L1은 지구와 태양의 중력의 차이가, 위성이 지구의 공전 주기와 동일하게 태양을 선회하는 궤도를 유지하기 위한 구심력과 평형을 이루는 지점이다. 이는 태양으로부터 0.99 AU정도, 즉 지구로부터 0.01 AU의 지점이며, 지구로부터 약 150만 km 정도 떨어진 지점이다. 이 지점에서는 태양으로부터의 중력이, 지구에서의 태양의 중력(5.9 mm/s²)에 비해 2%정도(118 µm/s²) 높으며, 필요한 구심력의 감소치는 이 값의 반(59 µm/s²)이다. 이 두 효과의 합은 지구로부터의 중력(177 µm/s²)과 평형을 이룬다.
비록 L1 라그랑주점에서 공전한다고 해도, 실제로 소호 위성은 정확히 L1에 있지는 않다. 이는 통신이 어렵기 때문이며(지구에서 소호 위성으로 안테나를 향하면, 정확히 태양을 향하게 된다) 또한 안정된 궤도가 아니기 때문이다. 대신, L1을 지나며, 태양과 지구를 잇는 선에 수직한 평면상에 위치한다. 소호 위성은 이 평면 위에 있으면서, L1을 중심으로한 타원 궤도를 그린다. L1을 매 6개월마다 한 번 회전하며, L1 자체는 태양을 지구의 공전과 발 맞추어 매 12개월마다 한번씩 공전한다. 이러한 궤도는 소호 위성과 지구의 통신을 항상 원활하게 해준다.
통상 임무에서, 위성은 200 kbit/s의 영상 자료 및 기타 자료를 미국항공우주국 Deep Space Network(DSN) 관제소를 통해 지속적으로 보내온다. 소호의 태양 활동에 관한 자료는 태양플레어를 예측하는 데 사용되며, 전력송신과 인공 위성을 태양플레어의 영향으로부터 보호해준다.
2003년 유럽우주국은 안테나 구동 모터 중 하나의 고장을 보고하였는데, 이 모터는 소호 위성이 높은 대역폭의 정보를 지구로 송신하기 위해 안테나를 고정하는 데 사용되는 것이며, 이 고장으로 말미암아 위성은 매 3개월마다 2-3주 정도 송신불능상태가 될 수 있다는 것이다. 하지만, 유럽우주국과 미항공우주국 DSN의 과학자들은 DSN 관제소의 34 m 및 70 m 대형 안테나를 이용해서 소호 위성의 저이득 안테나와 교신을 하며, 또한 정보의 완전 손실을 막기 위해서 소호 위성의 기록기를 사용한다. 덕분에 매 3개월마다 정보가 아주 약간 감소된 현상만을 겪고 있을 뿐이다.

## 관측 장비
소호 위성은 12개의 주 관측 장비를 가지고 있으며, 각각은 태양 전체나 일부를 독립적으로 관측 가능하다. 장비 목록은 다음과 같다.
- 전영역 저주파 진동 측정기(Global Oscillations at Low Frequencies, GOLF) : 태양 중심핵을 연구하기 위해 전체 태양면의 속도 변화를 측정한다.
- 태양 발광 변화 측정기(Variability of Solar Irradiance, VIRGO) : 태양 중심핵을 연구하기 위해 태양면의 진동 및 태양상수를 저해상도로 관찰한다.
- 마이켈슨 도플러 영상기(Michelson Doppler Imager, MDI) : 태양내부의 외곽을 형성하는 대류대 및 코로나를 형성하는 자기장을 연구하기 위해 광구의 속도 및 자기장을 관측한다. 태양지진학을 참조하기 바란다.
- 태양 복사광 자외선 측정기(Solar UV Measurement of Emitted radiation, SUMER) : 코로나 내부의 플라스마 흐름, 온도, 밀도를 측정한다.
- 코로나 진단 분광계(Coronial Diagnostic Spectrometer, CDS) : 코로나의 밀도, 온도, 흐름을 측정한다.
- 극자외선 영상 망원경(Extreme UV Imaging Telescope, EIT) : 약한 코로나 구조 및 활동을 조사한다.
- 자외선 코로나그래프 및 분광계(UV Coronagraph and Spectrometer, UVCS) : 코로나의 밀도와 온도를 측정한다.
- 광각 분광 코로나그래프(Large Angle Spectrometer Coronagraph, LASCO) : 코로나의 구조 및 진화를 조사한다.
- 태양풍 비등방성 측정기(Solar Wind Anisotropies, SWAN) : 수소의 특정 파장에 민감한 망원경을 이용하여 태양풍 질량 선속 및 태양권의 밀도를 측정하며, 태양풍흐름의 대규모 구조를 관찰한다.
- 전하, 원소, 동위원소 분석기(Charge, Element, Isotope Analysis, CELIAS) : 태양풍의 이온 구성을 조사한다.
- 초열적이며 강한 입자 분석기(Suprathermal & Energetic Particle Analyser, COSTEP) :태양풍의 이온 및 전자 구성을 조사한다.
- 강한 입자 분석기(Energetic Particle Analyser, ERNE) : 태양풍의 이온 및 전자 구성을 조사한다.

일부 장비에서의 관측은 영상 정보로 저장되며, 대부분의 영상 자료는 공공 혹은 연구 목적으로 인터넷에서 얻을 수 있다(공식 웹 사이트). 태양풍내의 입자의 에너지 스펙트럼이나 측정 정보등은 제공되지 않는다. 제공되는 영상의 파장은 H-알파와 같은 광학 필터를 사용한 광학영상에서부터 극자외선영역까지이다. 일부 혹은 전체가 가시광선을 벗어난 영상의 경우는 거짓 색상을 이용해 표현한다.
태양을 관측하는 중에, 소호 위성은 태양의 밝기를 가로막는 혜성을 예상치 못하게 많이 발견하였다. 현재 알려진 혜성의 거의 절반이 소호 위성이 발견한 것이다. 최근, 소호 위성은 자신의 관측만으로 1,000번째 혜성을 발견하였다.

## 같이 보기
- 태양천문학
- 우주망원경

## 참고 자료
1. ↑  소호 안테나 고장: 예상보다 훨씬 양호한 상태
2. ↑  “역사상 최고의 혜성잡이, 1000번째 혜성을 발견하다”. 2007년 2월 11일에 원본 문서에서 보존된 문서. 2005년 12월 18일에 확인함.